# جان بيير كوبمان
جان بيير كوبمان مواليد 11 يوليو 1946 في فلاندرز الغربية، بلجيكا، هو ملاكم محترف بلجيكي سابق صنّف ضمن فئة الوزن الثقيل.

## المسيرة الاحترافية
من نزالاته:
- خسر أمام ألفريدو إيفانجليستا بالضربة القاضية (1977/11/26).
- خسر أمام محمد علي بالضربة القاضية (1976/02/20).

## إحصائيات
خاض خلال مسيرته 54 نزالا، فاز في 36 وتعادل في 2 وخسر في 16. فاز بالضربة القاضية في 20 نزالا.

## روابط خارجية
- جان بيير كوبمان على موقع بوكس ريك (الإنجليزية) (registration required)